# Friedrich-Wilhelm Wellmer
Friedrich-Wilhelm Wellmer (* 23. Juni 1940 in Lübeck) ist ein deutscher Geologe, der sich insbesondere mit Lagerstättenforschung und Wirtschaftsgeologie befasste. Von 1996 bis 2005 war er Präsident der Bundesanstalt für Geowissenschaften und Rohstoffe (BGR) und des Niedersächsischen Landesamts für Bodenforschung (NLfB) in Hannover.

## Leben
Wellmer studierte Bergbau und Geologie an den Technischen Universitäten Berlin und Clausthal, an Letzterer wurde er 1970 promoviert (Verwendung piezoelektrischer Messungen an quarzhaltigen Gesteinen in der Gefügekunde). Danach arbeitete er bis 1986 als Geologe in der Exploration von Lagerstätten für Erze, Industriemineralien und Kohle für die Metallgesellschaft AG. Dabei war er viel im Ausland, insbesondere in Australien und Kanada. Unterbrochen wurde dies 1979 bis 1982 für drei Jahre Referententätigkeit im Bundeswirtschaftsministerium in Bonn. 1987 ging er an die BGR, wo er 1987 Leiter der Abteilung Wirtschaftsgeologie und Internationale Zusammenarbeit und 1996 Präsident wurde. In letztgenannter Funktion führte er in Personalunion auch das Niedersächsische Landesamt für Bodenforschung. Als Präsident der BGR setzte er sich für verstärkte internationale Zusammenarbeit ein. 2005 ging er in den Ruhestand.
Er ist Ehrendoktor der Bergakademie Freiberg und der TU Clausthal und seit 1991 Honorarprofessor an der TU Berlin.
2005 erhielt er die Abraham-Gottlob-Werner-Medaille der DGG für seine Verdienste um die Zusammenführung der Gesellschaft für Geowissenschaften (GGW) der ehemaligen DDR und der Deutschen Geologischen Gesellschaft (DGG), deren Präsident Wellmer war, zur Deutschen Gesellschaft für Geowissenschaften (DGG). Bis Ende 2016 war Wellmer Präsident der Akademie für Geowissenschaften und Geotechnologien e. V. 2016 wurde er zum außerordentlichen Mitglied der Deutschen Akademie der Technikwissenschaften (acatech) gewählt. 
Wellmer erforschte unter anderem die Verdienste des Universalgelehrten Gottfried Wilhelm Leibniz um den Bergbau und initiierte beispielsweise den „Leibniz-Erkenntnisweg“ am Weltkulturerbe Oberharzer Wasserregal. Wellmers Engagement, „Leibniz populär zu machen“, wurde Wellmer am 3. September 2020 in der Neustädter Hof- und Stadtkirche in Hannover durch den Präsidenten der Leibniz-Gesellschaft Erich Barke und die Pastorin Martina Trauschke von der Leibniz-Gesellschaft die Leibniz-Ehrenmedaille verliehen.

## Schriften (Auswahl)
- Mit der Erde leben: Beiträge geologischer Dienste zur Daseinsvorsorge und nachhaltigen Entwicklung, Springer Verlag 1999
- Rechnen für Lagerstättenkundler und Rohstoffwirtschaftler, Clausthaler tektonische Hefte, Nr. 22 und 26, 2 Bände, 3. Auflage, Köln, Von Loga 1992 (zuerst Clausthal, Pilger 1985)
- mit Helmfried Lechner, Carl-Wolfgang Sames Mineralische Rohstoffe im Wandel: ein Beitrag zur Entwicklung von Bergbauinvestitionen und zum Nachfrageverhalten, Essen, Verlag Glückauf 1987
- Herausgeber: Die Staatlichen Geologischen Dienste: Strategien, Persönlichkeiten, Geschichte, Geologisches Jahrbuch, Reihe, G, Band 11, 2004
- Kreativität braucht Entfaltungsmöglichkeiten. In: FAZ. Mai 2015: „326 Mal in 143 Bohrungen ist seit 1961 in Deutschland ohne Komplikationen gefrackt worden.“
- mit Wolfgang Lampe, Jürgen Gottschalk, Ariane Walsdorf (Hrsg.) Auf den Spuren des Universalgelehrten Gottfried Wilhelm Leibniz im Harz. Papierflieger Verlag, Clausthal-Zellerfeld 2019, ISBN 978-3-86948-726-7